# Paul Harig
Paul Harig (* 3. Juli 1900 in Nilvingen; † 24. Mai 1977 in Hagen-Haspe) war ein deutscher Politiker der KPD.

## Leben und Beruf
Paul Harig war Maschinist. Seit 1919 war er Mitglied im Deutschen Metallarbeiter-Verband (DMV). Seit 1925 gehörte er dem Betriebsrat des Hüttenwerk Haspe an. Ab 1928 betätigte er sich aktiv in der Revolutionären Gewerkschafts-Opposition. Nach der Machtergreifung der Nationalsozialisten tauchte er im Februar 1933 unter und emigrierte bald darauf in seine Heimat, das Saargebiet. Als dieses 1935 wieder in das Deutsche Reich eingegliedert wurde, wurde er festgenommen und war vom 18. September bis 6. Dezember 1935 im Dortmunder Gestapo-Gefängnis Steinwache inhaftiert. Später verurteilte ihn das Oberlandesgericht Hamm wegen „Vorbereitung zum Hochverrat“ zu zwei Jahren Zuchthausstrafe, die er bis Ende April 1937 in Dortmund, Rheda und Hagen verbüßte.
Nach 1945 wurde er zusammen mit Wilhelm Alef von der US-amerikanischen Besatzungsverwaltung zum Beauftragten des Gewerkschaftsaufbaus ernannt. Er wurde Betriebsratsvorsitzender der Hasper Hütte, Leiter der Hagener Ortsverwaltung der IG Metall und Vorsitzender des DGB-Kreisausschusses. 1950 wurde er aus der IG Metall ausgeschlossen.

## Politik
Bereits seit 1925 gehörte Harig der KPD an. 1945 beteiligte er sich an der Wiedergründung der KPD in Hagen und wurde bis zum Parteiverbot 1956 deren örtlicher Vorsitzender. Zudem gehörte er dem Rat der Stadt an und war Beisitzer des Arbeitsgerichtes Er war Mitglied des IG Metall-Bizonenrates und ab 1947 Beiratsmitglied im Vorstand der Metallgewerkschaft. Zugleich war er Erster Bevollmächtigter der IG Metall in Hagen und Zweiter Vorsitzender des DGB-Kreisausschusses Hagen. Im Zusammenhang mit der Gewerkschaftspolitik der KPD Anfang der 1950er-Jahre und im Zusammenhang mit einem „wilden“ politischen Streik in der „Hasper Hütte“ verlor Harig alle seine gewerkschaftlichen Funktionen und wurde aus der IG Metall ausgeschlossen. Bis zu seinem Tode wurde er trotz mehrerer Wiederaufnahmeanträge nie wieder in die IG Metall aufgenommen. Von 1949 bis 1953 war Harig Mitglied des Deutschen Bundestages. Er wurde über die Landesliste Nordrhein-Westfalen in den Bundestag gewählt.
1968 beteiligte sich Harig an der Gründung der DKP, in der er auch wieder Hagener Ortsvorsitzender wurde.